# Joan Evans (attrice)
Joan Evans, nata Joan Eunson (New York, 18 luglio 1934 – Henderson, 21 ottobre 2023), è stata un'attrice statunitense.

## Filmografia parziale

### Cinema
- Rosanna (l'odio e l'amore) (Roseanna McCoy), regia di Irving Reis (1949)
- Noi che ci amiamo (Our Very Own), regia di David Miller (1950)
- La porta dell'inferno (Edge of Doom), regia di Mark Robson (1950)
- Voglia di vita (On the Loose), regia di Charles Lederer (1951)
- Gonne al vento (Skirts Ahoy!), regia di Sidney Lanfield (1952)
- It Grows on Trees, regia di Arthur Lubin (1952)
- Il tenente dinamite (Column South), regia di Frederick de Cordova (1953)
- Il cacciatore di fortuna (The Outcast), regia di William Witney (1954)
- L'assassino della Sierra Nevada (A Strange Adventure), regia di William Witney (1956)
- La pallottola senza nome (No Name on the Bullet), regia di Jack Arnold (1959)
- Bersaglio umano (The Walking Target), regia di Edward L. Cahn (1960)

### Televisione
- Climax! – serie TV, 2 episodi (1954-1955)
- Lux Video Theatre – serie TV, 2 episodi (1956-1957)
- Zorro – serie TV, 4 episodi (1959)
- The Chevy Mystery Show – serie TV, episodio 1x16 (1960)
- Outlaws – serie TV, episodi 1x12-1x13 (1961)
- Laramie – serie TV, un episodio (1961)
- Ripcord – serie TV, episodio 1x00 (1961)

## Doppiatrici italiane
- Dhia Cristiani in La porta dell'inferno
- Micaela Giustiniani in Il tenente dinamite
- Rosetta Calavetta in Il cacciatore di fortuna
- Maria Pia Di Meo in La pallottola senza nome
- Cristina Boraschi in Zorro (ridoppiaggio)